# 弓川いち華
弓川 いち華（ゆみかわ いちか、1995年〈平成7年〉11月30日 - ）は、日本のグラビアアイドル、女優、タレント。大阪府出身。GDL Entertainment所属。

## 来歴
2015年10月、アイドルグループ「花言葉はイノセンス」のオリジナルメンバーとしてデビューしたが、2017年4月13日には規約違反を理由に同日付で所属事務所を解雇される。同年12月、アイドルグループ「81limited」に結成メンバーとして加入し、2018年5月19日にサンシャインシティ噴水広場よりグループ名を「イタダキ、テッペン」に変更する。それ以降、同年9月25日の卒業ライブまで活動した。
2019年10月13日にはアイドルグループ「READY TO KISS」に加入。翌2020年には『ミスiD2021』へのエントリーもあったが、体調不良が重なり、活動の継続が難しいとの申し出があり、2021年7月4日のライブをもってREADY TO KISSを脱退。
2021年よりプール撮影会を中心に徐々にグラビアアイドル活動を開始。翌2022年4月にGDL Entertainmentへ所属すると、エントリーした『ミスFLASH2023』ではファイナリストに進出。翌2023年1月17日、ミスFLASH第17代目グランプリを受賞。ミスFLASHのオーディションでは、「アイドル時代に特典会で培った対応力を存分に発揮し、ファンと直接対話ができる撮影会などで安定してポイントを獲得」したことがグランプリをつかんだ要因とされた。同年7月からはサッカーベルギー1部リーグ「シント＝トロイデンVV」の公式イメージガール「2代目シントトロイデンガールズ」を務める。同年10月、『週刊プレイボーイ』創刊57周年企画「NIPPONグラドル57人」にグラビアニュージェネレーションの1人として掲載。
2024年2月、キックボクシングイベント『KNOCK OUT』のラウンドガールに当たる「KNOCK OUTガールズ」のメンバーに就任。この年のKNOCK OUTガールズは来栖うさこ、徳勢菜那、チュアン梨砂子の3人が前年から続投したため、弓川が唯一の新メンバーとなったが、同年6月23日、米倉みゆ、茜紬うた、要あい、そちお、おさかな伯爵が追加メンバーとして加入した。
2025年はSUPER GT「K-tunes Racing」のアンバサダーユニット『WinG』に参加。同年7月13日にギャルパラ七夕祭りで発表された『レースアンバサダーアワード2025・ルーキーディヴィジョン』で上位3名の中に入った。

## 人物
- 趣味はUFOキャッチャー、激辛料理。特技はバレーボール、どこでも眠れる[1]。また、ポケモントレーナーを自称している[23][24]。
- 前述の授賞理由に挙げられるように、いつでも笑顔を作れるなど、ファン対応の良さには定評がある。受賞時のインタビューではアイドルとしては元気、グラビアアイドルとしてはセクシーだったりいろんな姿を見せたいと述べている[13]。

## 作品

### イメージビデオ
- ミスFLASH2023（2023年4月20日、ラインコミュニケーションズ）[25]

### デジタル写真集
- ミスFLASH2023 これから FLASHデジタル写真集（2023年8月29日、光文社、撮影：木村哲夫）共演：井上晴菜、橘舞[26]
- ミスFLASH2023 FLASHデジタル写真集（2023年8月29日、光文社、撮影：木村哲夫）[27]
- サーキットへ : In The Racing Suit（2024年2月15日、DA Publishing、撮影：Dan AOKI）
- 危ない二股愛 FLASHデジタル写真集（2024年3月26日、光文社、撮影：木村哲夫）[28]
- 週刊GIRLS-PEDIA 090（2024年11月1日、KADOKAWA）[29]

## 出演

### テレビ番組
- 鎧美女「甲冑：本多忠勝」（フジテレビONE・2024年5月1日初回放送）[30]
- オールスター後夜祭2024秋（TBSテレビ・2024年10月6日未明放送）- アシスタント（藤渡小百合と共演）[31][32]

### ライブ
- 赤しか勝たん! 撮影会じゃなくてライブだよ!（池袋WHITE BASE・2021年7月2日）- 藤沢泉美（当時SAY-LA）とのコラボライブ[33]
- 愛乙女☆DOLL・如月優衣[注 7]バースデーライブ2024（東京キネマ倶楽部・2024年9月7日）- 藤沢泉美と共にゲスト出演[34]